# Desastre ferroviário de Tenga
O desastre ferroviário de Tenga de 25 de maio de 2002 ocorreu na localidade de Tenga, distrito de Moamba, 40 km ao noroeste de Maputo, Moçambique, causando 192 mortes e 167 feridos.

## Visão geral
O trem compreendia carruagens contendo 600 pessoas e vários vagões carregados com cimento sul-africano. As carruagens foram desacopladas cerca de 5 km de Tenga, possivelmente como parte de uma manobra da tripulação. As carruagens desceram a linha em Tenga e colidiram com os vagões estacionados carregados de cimento do trem que estavam acoplados à locomotiva.
Três dias de luto foram declarados pelo então Presidente de Moçambique Joaquim Chissano.

## Causa
O acidente foi atribuído à falha humana e a uma manobra que deu errado. Parece que a tripulação pretendia voltar e pegar as carruagens. As piores baixas ocorreram nas duas primeiras carruagens. Portanto, parece que as carruagens colidiram com parte do mesmo trem, e não com o trem seguinte.

## Acidentes similares
Acidentes similares podem ajudar a explicar o atual.
- Desastre ferroviário de Armagh (1889)
- Chapel-en-le-Frith [en] (1957)
- Acidente ferroviário de Gare de Lyon [en] (1988)
- Colisão de trens em Igandu (2002)